# Santana Pictures Corporation
Santana Pictures Corporation (häufig nur Santana Pictures, Inc. oder A Santana Production) war eine US-amerikanische Filmgesellschaft, die der Schauspieler Humphrey Bogart 1949 gründete.

## Geschichte
Humphrey Bogart war ein begeisterter Segler und hatte eine Yacht namens „Santana“. Nach dieser Yacht benannte er 1949 seine Filmgesellschaft. In der Zeit zwischen 1949 und 1953 entstanden sieben, meist nur mäßige Filme. Der erfolgreichste Film war die britisch/amerikanisch/italienische Co-Produktion Schach dem Teufel (Beat the Devil). Obwohl er stets Co-Produzent war, wurde er im Vor- oder Abspann als solcher nie genannt.

## Filme
Der erste Film war Vor verschlossenen Türen (Knock on Any Door) der 1949 von Columbia Pictures verliehen wurde. Im selben Jahr entstand Tokio-Joe (Tokyo Joe). Er wurde zwischen dem 4. Januar 1949 und dem 16. Februar 1949 gedreht. Bogart selbst spielte Joseph „Joe“ Barrett. Der letzte Film aus dem Jahr 1949 war Zwei Männer und drei Babies und entstand unter der Regie von Henry Levin. Die Hauptrollen spielten Robert Young, Barbara Hale und Robert Hutton. Bogart selbst spielte in diesem Film nicht mit.
Im Jahr 1950 erschien Ein einsamer Ort (In a Lonely Place). Regie führte Nicholas Ray. Bogart spielt an der Seite der schönen Gloria Grahame die Hauptrolle. Er wurde am 17. Mai 1950 uraufgeführt. 2007 wurde er in das National Film Registry aufgenommen.
Sirocco – Zwischen Kairo und Damaskus (Sirocco) wurde 1951 hergestellt. Neben Lee J. Cobb spielte er die Hauptrolle. Regie führte Curtis Bernhardt. Wieder verlieh Columbia Pictures diesen Film. Am 24. Oktober 1951 hatte The Family Secret Weltpremiere. Auch hier gelang die Zusammenarbeit mit Columbia Pictures, die den Film wieder verlieh. Bogart fungierte hier nur als Co-Produzent. Die Hauptrollen spielten John Derek und abermals Lee J. Cobb.
Der letzte Film entstand 1953. Schach dem Teufel (Beat the Devil) war eine amerikanisch-britisch-italienische Co-Produktion. Der Film wurde in Großbritannien und in Italien gedreht. Er hatte ein Budget von 1.000.000 US-Dollar. Die Hauptrollen waren namhaft besetzt: Humphrey Bogart spielte Billy Dannreuther, Peter Lorre spielte Julius O’Hara, Jennifer Jones spielte Mrs. Gwendolen Chelm und Gina Lollobrigida spielte Maria Dannreuther. Regie führte John Huston. Die United Artists verlieh den Film in den amerikanischen und deutschen Kinos.

## Wissenswertes
- Alle sieben Filme wurden in Schwarzweiß gedreht.
- In zwei Filmen spielte Bogart nicht selbst mit.